# Colpochilodes peregrina
Colpochilodes peregrina är en skalbaggsart som beskrevs av Britton 1987. Colpochilodes peregrina ingår i släktet Colpochilodes och familjen Melolonthidae. Inga underarter finns listade i Catalogue of Life.